# Na Internet, ninguém sabe que você é um cachorro

O cartoon de Peter Steiner, conforme publicado na The New Yorker em 1993

Na Internet, ninguém sabe que você é um cachorro (em inglês:  On the Internet, nobody knows you're a dog) é um ditado popular que tem origem na legenda de um cartoon de Peter Steiner publicado na revista norte-americana The New Yorker em 5 de julho de 1993. O cartoon mostra dois cachorros: um sentado em uma cadeira na frente a uma tela de computador, com uma das patas dianteiras sobre o teclado, falando a frase da legenda para um segundo cachorro sentado no chão. A obra é o cartoon mais reproduzido da The New Yorker, e Steiner recebeu mais de US$ 30.000 pela sua reprodução.

## História
O cartunista Peter Steiner, que colabora com a revista The New Yorker desde 1979, disse em uma entrevista em 2000 que o cartoon inicialmente não recebeu muita atenção, mas depois assumiu uma vida própria, e que ele pessoalmente se sentia como a pessoa que criou o smiley. Na realidade, Steiner não estava interessado pela Internet quando ele desenhou o cartoon e, embora tivesse uma conta on-line, ele lembra-se de não ter procurado dar um significado "profundo" ao seu desenho.
Sobre a popularidade de seu desenho, ele declarou: "Eu não consigo imaginar que ele seja amplamente conhecido e reconhecido."

## Na cultura popular
O cartoon inspirou a peça teatral Nobody Knows I'm a Dog de Alan David Perkins. A peça gira em torno de seis diferentes indivíduos incapazes de se comunicarem de forma eficaz com as outras pessoas em suas vidas reais, encontrando coragem para se socializar na Internet, protegidas pelo anonimato que ela proporciona.
A suíte de Internet da Apple Cyberdog recebeu este nome em referência ao cartoon.